# José Luis Fernández Martínez
José Luis Fernández Martínez (Chiclana de la Frontera, 15 d'octubre de 1966) és un exfutbolista andalús, que ocupava la posició de defensa.

## Trajectòria
Sorgeix del planter del Cadis CF. Amb el primer equip, disputa un encontre de la màxima categoria a la campanya 86/87, encara que puja definitivament fins al 1989. Enmig, alterna el Cádiz B amb una cessió al Lorca.
La temporada 89/90 hi juga 8 partits, que pugen a 12 a la temporada següent. Tan sols disputa un partit amb els gaditans a la campanya 91/92, la qual acabaria cedit al CP Cacereño. De nou a Cádiz, no hi tindria continuïtat.